# 小行星21523
小行星21523（21523 GONG）是一颗绕太阳运转的小行星，为主小行星带小行星。该小行星于1998年6月26日发现。

## 轨道参数
小行星21523的轨道半长轴为3.0039402 UA，离心率为0.264。